# Obóz uchodźców palestyńskich

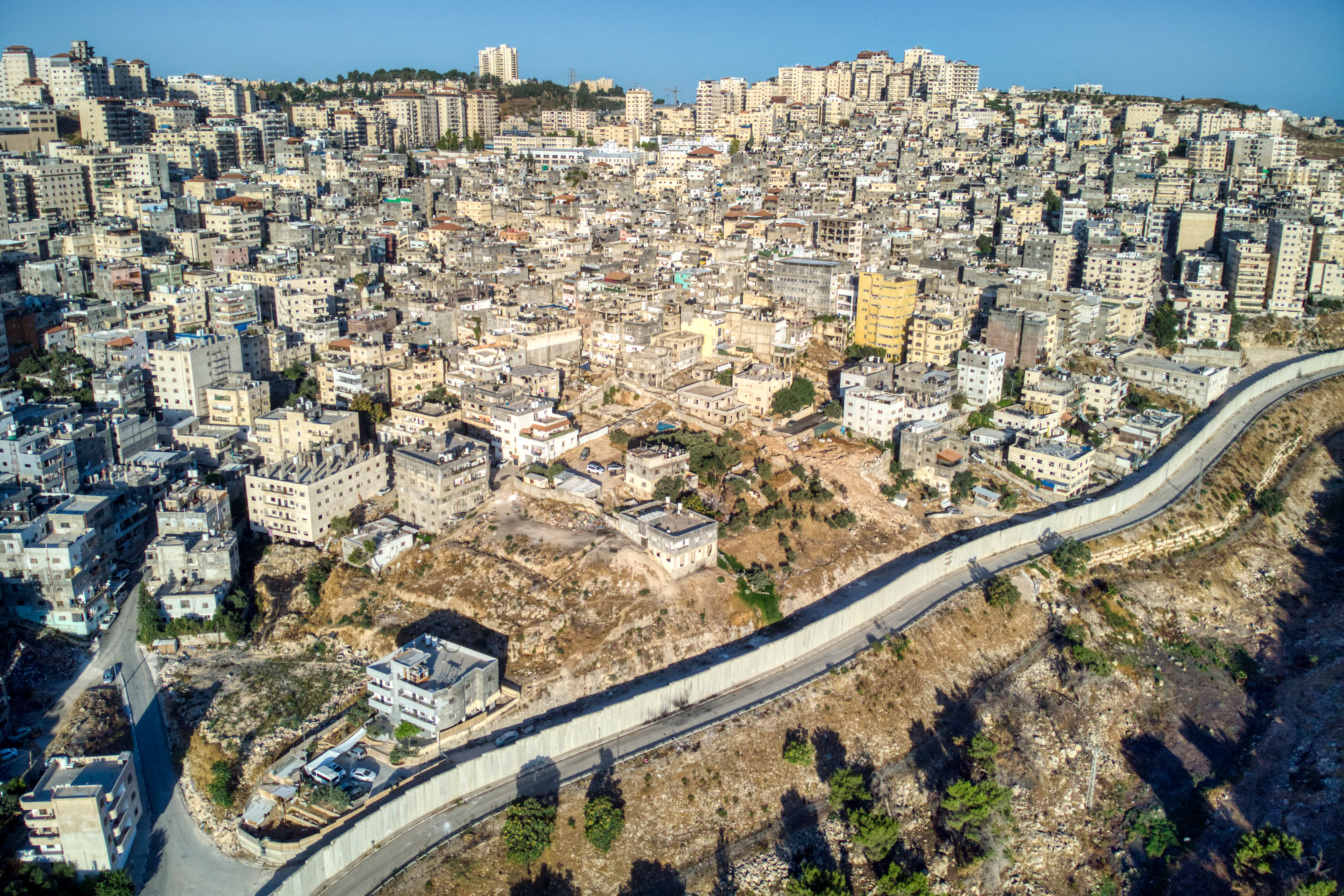
Muchajjam Szufat w Jerozolimie. Oficjalny obszar obozu znajduje się w centrum zdjęcia i charakteryzuje się niską zabudową; po obu stronach obozu znajdują się zwyczajne palestyńskie dzielnice o wyższej zabudowie

Obóz uchodźców palestyńskich (arab. ‏مخيم اللاجئين الفلسطينيين‎, trb. muchajjam al-ladżijjn al-filastinijjn) – jednostka osadnicza występująca w krajach Lewantu wywodząca się z pierwotnie tymczasowych obozowisk uchodźców palestyńskich, które wraz z powstawaniem trwalszej zabudowy stały się dzielnicami w obrębie istniejących miast.
Tylko jedna trzecia zarejestrowanych uchodźców palestyńskich mieszka w granicach obozów dla uchodźców. Większość z nich zintegrowała się społecznie i ekonomicznie poza obozami.
Istnieje 68 takich miejsc – 58 oficjalnych, w których pomoc niesie UNRWA i 10 nieoficjalnych.
Agencja ta zapewnia wsparcie i pomoc dla około 5 mln zarejestrowanych palestyńskich uchodźców w Jordanii, Libanie, Syrii, Strefie Gazy i na Zachodnim Brzegu (poniżej w tabeli dane z 2005).
| Jordania 2 127 877 uchodźców | Jordania 2 127 877 uchodźców | Liban 404 170 uchodźców | Liban 404 170 uchodźców | Syria 432 048 uchodźców | Syria 432 048 uchodźców | Strefa Gazy 986 034 uchodźców | Strefa Gazy 986 034 uchodźców | Zachodni Brzeg 699 817 uchodźców | Zachodni Brzeg 699 817 uchodźców |
| Obóz                         | Liczba uchodźców             | Obóz                    | Liczba uchodźców        | Obóz                    | Liczba uchodźców        | Obóz                          | Liczba uchodźców              | Obóz                             | Liczba uchodźców                 |
| ---------------------------- | ---------------------------- | ----------------------- | ----------------------- | ----------------------- | ----------------------- | ----------------------------- | ----------------------------- | -------------------------------- | -------------------------------- |
| Baqa’a                       | 120 100                      | Beddawi                 | 15 695                  | Dera’a                  | 5916                    | Dajr al-Balah                 | 20 188                        | Aida                             | 3260                             |
| Husn                         | 19 573                       | Burdż el-Barajneh       | 19 526                  | Dera’a (kryzysowy)      | 5536                    | Al-Burajdż                    | 30 059                        | Akabat Jabr                      | 5197                             |
| Irbid                        | 35 512                       | Burdż el-Szemali        | 18 134                  | Hama                    | 7597                    | Chan Junus                    | 60 662                        | Amari                            | 8083                             |
| Jabal el-Hussein             | 100 674                      | Dbajja                  | 4223                    | Homs                    | 13 825                  | Dżabalija                     | 175 646                       | Al-Arroub                        | 9180                             |
| Dżarasz                      | 30 696                       | Ajn al-Halwati          | 44 133                  | Jaramana                | 5007                    | Maghazi                       | 22 536                        | Askar                            | 31 894                           |
| Marka                        | 41 237                       | El-Buss                 | 9840                    | Al-Jarmuk               | 350 550                 | Nuseirat                      | 64 233                        | Azza                             | 1828                             |
| Nowy Amman                   | 390 805                      | Mar Elias               | 1406                    | Kabr Essit              | 16 016                  | Rafah                         | 90 638                        | Balata                           | 41 681                           |
| Souf                         | 21 911                       | Mieh Mieh               | 5078                    | Chan Dunoun             | 8603                    | Al-Szati                      | 76 109                        | Deir Ammar                       | 2189                             |
| Talbieh                      | 4041                         | Nahr al-Bared           | 28 358                  | Chan Eszieh             | 15 731                  |                               |                               | Duhajsza                         | 10 923                           |
| az-Zarka                     | 180 344                      | Raszidieh               | 24 679                  | Neirab                  | 17 994                  |                               |                               | Dżanin                           | 35 050                           |
|                              |                              | Szatila                 | 11 998                  | Latakia                 | 6534                    |                               |                               | Ein Beit al-Ma                   | 6221                             |
|                              |                              | Wavel                   | 7357                    | Sbeineh                 | 19 624                  |                               |                               | Ein as-Sultan                    | 1888                             |
|                              |                              |                         |                         | Ein Al-Tal              | 4329                    |                               |                               | Far’a                            | 12 836                           |
|                              |                              |                         |                         |                         |                         |                               |                               | Fawwar                           | 7072                             |
|                              |                              |                         |                         |                         |                         |                               |                               | Jalazone                         | 9284                             |
|                              |                              |                         |                         |                         |                         |                               |                               | Kalandia                         | 9188                             |
|                              |                              |                         |                         |                         |                         |                               |                               | Nur Szams                        | 8179                             |
|                              |                              |                         |                         |                         |                         |                               |                               | Szuafat                          | 9567                             |
|                              |                              |                         |                         |                         |                         |                               |                               | Tulkarm                          | 17 259                           |
| 10                           | 2 127 877                    | 12                      | 404 170                 | 13                      | 432 048                 | 8                             | 986 034                       | 19                               | 699 817                          |